# Мізяківські Хутори
Мізяківські Хутори́ (Музяків) — село в Україні, у Стрижавській селищній громаді Вінницького району Вінницької області.

## Історія
Перша згадка про село зустрічається в документах XVII століття. Стара назва — Байки або Байхи.
До 1923 належало до Стрижавської волості Вінницького повіту Подільської губернії.
Під час другого голодомору у 1932–1933 роках, проведеного радянською владою, загинуло 282 особи.
У 2023 році до Престольного свята до Мізяківських Хуторів повернулася стародавня реліквія — церковна книга «Апостол» 1853 року, яку знайшли у серпні 2022 року під час обстрілу Святогірської лаври, військовослужбовці ЗСУ сховалися в підвалі церкви. Спочатку військовий Богдан, оратівчанин, помітив книгу, потім інший військовий Богдан, також із Вінниччини, віднайшов напис внизу сторінок: «... сія книга принадлежить Винницького Уезда Села Мизяковских Хуторовь Рождества Богородичной церкви». Військовий одразу пригадав побратима з Мізяківських Хуторів та зателефонував йому, повідомивши інформацію про знахідку.

## Відомі люди
- Валеріан (Рудич) — єпископ Російської православної церкви, єпископ Кирилівський, вікарій Новгородської єпархії.
- Ромащук Євдокія Іванівна — Героїня Соціалістичної Праці, ланкова колгоспу імені Кірова Вінницького району Вінницької області, народ.15.10.1927 в селі Мізяківські Хутори Вінницького району Вінницької області[4].
- Григоренко Олексій Семенович — український радянський партійний діяч, 1-й секретар Чернівецького обкому КПУ. Член ЦК КПУ у 1966—1976 р. Депутат Верховної Ради УРСР 5-6-го скликань. Депутат Верховної Ради СРСР 7-8-го скликань.
- Попов Ігор Володимирович — заступник Голови Секретаріату Президента України, Представник Президента України у Верховній Раді України (з 24 березня 2009).
- Король Олександр Васильович — начальник управління організаційно аналітичного забезпечення та оперативного реагування Головного управління національної поліції у Вінницькій області. Полковник поліції (з 7 листопада 2015).
- Кодитик Степан Йосипович (нар. 26 грудня 1904, село Лука-Мелешківська, тепер Вінницького району Вінницької області — ?) — український радянський діяч, вчитель, директор неповно-середньої школи села Мізяківські Хутори Вінницького району Вінницької області. Депутат Верховної Ради УРСР 2-го скликання.

### Поховані
- Токарєв Юрій В'ячеславович (06.05.1993 - 03.08.2017) - солдат 72 ОМБр, учасник російсько-української війни

## Пам'ятки
- Якушинецька бучина — ботанічна пам'ятка природи місцевого значення

## Галерея

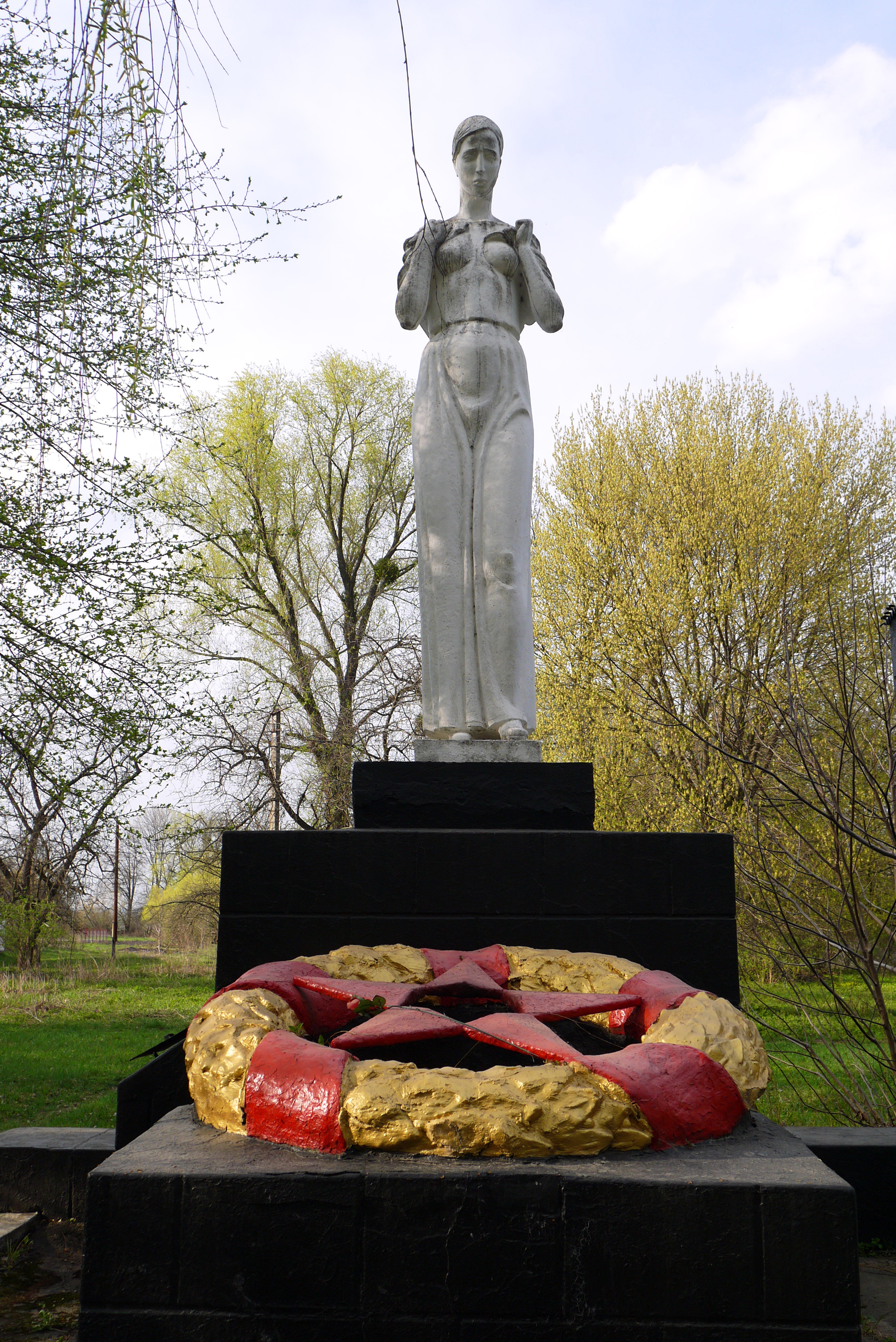
Пам'ятник
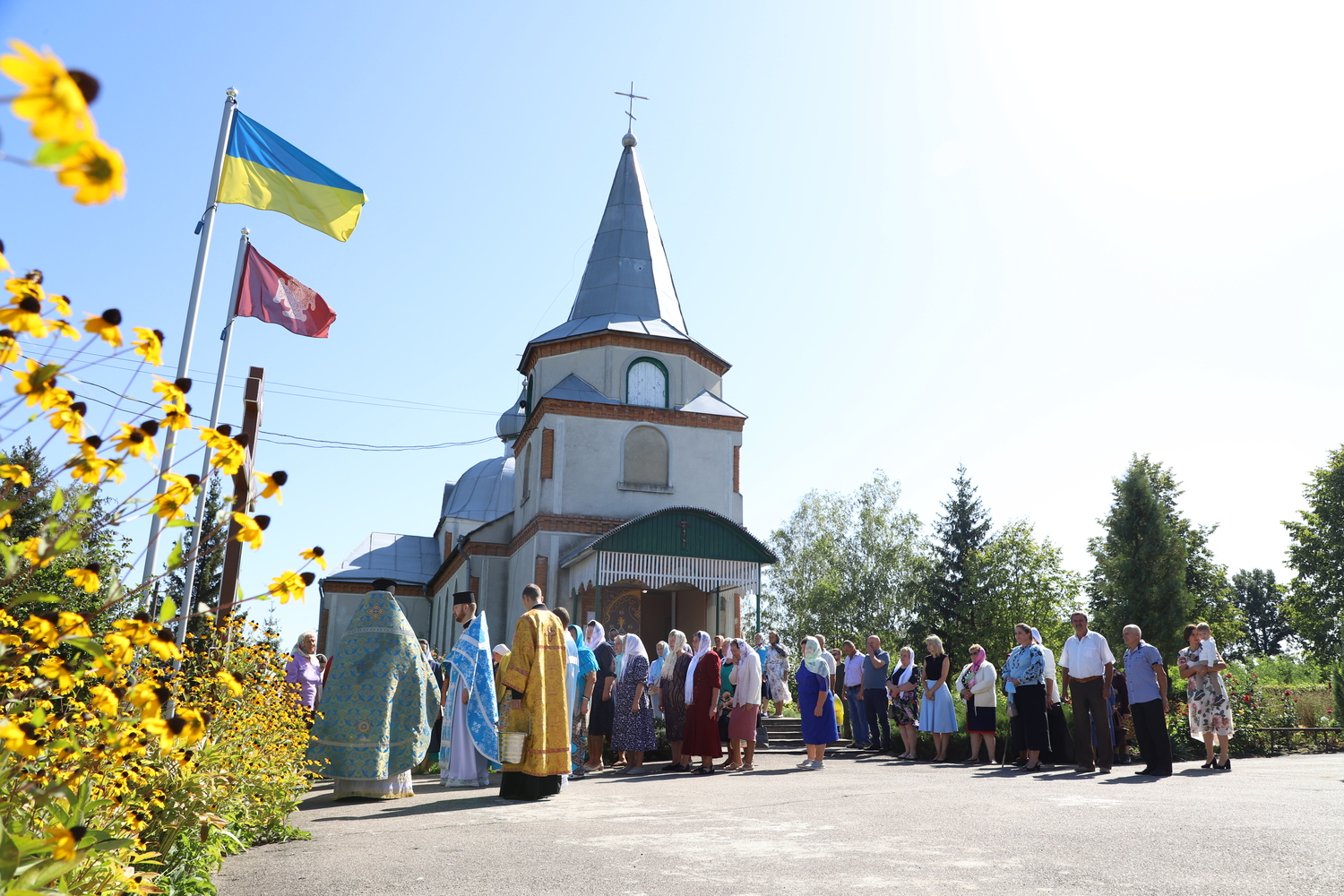
Престольне свято у Мізяківських Хуторах